# Gemonio
Gemonio là một đô thị ở tỉnh Varese trong vùng Lombardia, có cự ly khoảng 60 km về phía tây bắc của Milan và khoảng 14 km về phía tây bắc của Varese. Tại thời điểm ngày 31 tháng 12 năm 2004, đô thị này có dân số 2.702 người và diện tích là 3,7 km².
Gemonio giáp các đô thị: Azzio, Besozzo, Brenta, Caravate, Cittiglio, Cocquio-Trevisago.
In Gemonio lives Umberto Bossi